# Katund i Ri
Katund i Ri è una frazione del comune di Durazzo in Albania (prefettura di Durazzo).
Fino alla riforma amministrativa del 2015 era comune autonomo, dopo la riforma è stato accorpato, insieme agli ex-comuni di Ishëm, Manëz, Rrashbull, Sukth a costituire la municipalità di Durazzo.

## Località
Il comune era formato dall'insieme delle seguenti località:
- Katund i Ri
- Jube
- Qerret
- Fllake
- Bisht-Kamez
- Rinia
- Erzen
- Sukth
- Adriati